# باهيلا بيشاك
باهيلا بيشاك (بالبنغالية: পহেলা বৈশাখ) أو بانغلا نابو بارشا(بالبنغالية: Bangla Nôbobôrsho বাংলা নববর্ষ) وهو اليوم الأول في التقويم البنغالي. ويحتفل به عادة في الرابع عشر من نيسان كعطلة وطنية. أما في الولايات الهندية لغرب البنغال وتريبورا وأجزاء من آسام فيحتفل به الناس من أصول بنغالية بغض النظرعن معتقداتهم الدينية في الرابع عشر أو الخامس عشر من نيسان.
وبحدد تاريخ المهرجان وفقا للتقويم الشمسي والقمري البنغالي ويكون اليوم الأول من الشهر الأول بيشاك. وعليه فإنه يصادف دائما في الرابع عشر من نيسان كل عام أو حوله حسب التقويم الغريغوري.
ويحتفل باليوم نفسه في أماكن أخرى بصفته رأس السنة الشمسية التقليدية أو مهرجان الحصاد عند الهندوس والسيخ، ويعرف بأسماء أخرى مثل الفيساكي في وسط الهند وشمالها وباسم مهرجان فيشو في كيرالا وبوثاندو في تاميل نادو.
ويحتفل بالمهرجان بإقامة المواكب والمعارض وتخصيص أوقات للعائلات. إن عبارة التهنئة التقليدية في رأس السنة البنغالية الجديدة هي শুভ নববর্ষ أو«شوبهو نابو بارشو» وتعني حرفيا «سنة جديدة سعيدة». وتنظم فعالية مانغال شوبهاجرتا أو المواكب الاحتفالية في بنغلاديش، وقد أدرجت منظمة اليونيسكو هذه المواكب الذي تنظمها جامعة دكا على قائمة الإرث الثقافي الإنساني.

## التسمية

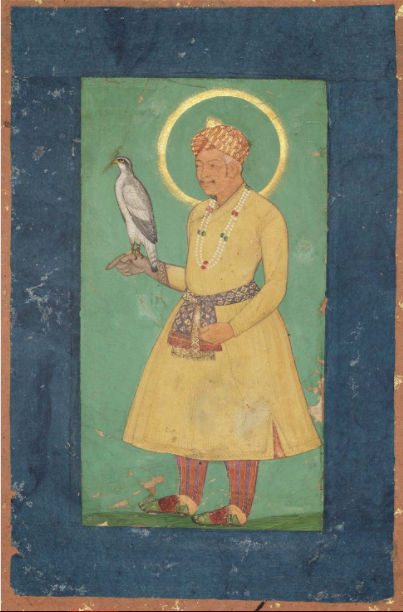
أدخل الامبراطور المغولي أكبر السنة البنغالية الجديدة والتقويم البنغالي لأول مرة لتسهيل عملية جمع الضرائب

تعني كلمة باهيلا (পহেলা) بالبنغالية «الأول» أما بيشاك (বৈশাখ) فهي اسم الشهر الأول في اللغة البنغالية حسب التقويم البنغالي (পহেলা বৈশাখ Pôhela Baishakh وتسمى السنة البنغالية الجديدة نابوبارشا وبالبنغالية (নববর্ষ).

## أصول المهرجان المغولية
أثناء حكم المغول كانت الضرائب على الأرض الزراعية تجنى من البنغاليين حسب التقويم الإسلامي الهجري. وهو تقويم قمري لم يتوافق مع الدورة الشمسية الزراعية.
وتذكر بعض المصادر أن المهرجان كان تقليدا أدخل إلى الثقافية البنغالية أثناء حكم الإمبراطور المغولي أكبر حتى يتزامن وقت جمع الضرائب مع موسم الحصاد وعليه فقد سميت السنة البنغلية بانغادبا. وقد طلب الإمبراطور أكبر من العالم الفلكي فتح الله شيرازي إنشاء تقويم جديد بالجمع بين التقويمين الإسلامي القمري والتقويم الشمسي الهندوسي المستعملين آنذاك وقد عرف ذلك باسم فاشولي شان أي تقويم الحصاد. ووفقا لما ذكره مؤرخون كانت هذه بداية التقويم البنغالي.
وقد ذكر شام سوزمان خان أن من استعمل التقليد المسمى بونياهو أي «يوم الاحتفال بجني ضرائب الأرض» لأول مرة هو الحاكم البنغالي نواب مرشد قولي خان كما استعمل سياسة الإمبراطور أكبر الإقتصادية لبدء التقويم البنغالي. ويقول شام سوزمان خان ونيتش سينغوبتا إن أصل التقويم البنغالي غير معروف. ووفقا لما يذكره شام سوزمان خان يسمى هذا بنغلا سان أو سال وهما كلمتان الأولى عربية والثانية فارسية ويشير إلى أن التقويم استعمل لأول مرة على يد سلطان أو ملك مسلم. وخلافا لذلك يقول سينغوبتا أن اسمه التقليدي هو بانغابدا.
ويرجع بعض المؤرخون استعمال التقويم البنغالي إلى الملك شاشنكرا في القرن السابع وقد وجد اللفظ بانغابدا أو السنة البنغلية أيضا في معبدين للإله شيفا قبل قرون عديدة من عصر أكبر مما يشير إلى أن التقويم البنغالي كان موجودا قبل عصر الإمبراطور أكبر. وليس جليا ما إذا كان من تبناه هو حسين شاه أو أكبر. ومن الممكن أن يكون حسين شاه هومن أقر تقليد استعمال التقويم البنغالي قبل الإمبراطور أكبر. وبغض النظر عمن اتخذ التقويم البنغالي والسنة الجديدة لأول مرة كما يقول سينغوبتا فإنه قد ساعد في جمع الضرائب عقب موسم الحصاد وفقا للتقويم البنغالي التقليدي لأن التقويم الإسلامي الهجري كان يسبب مشكلات إدارية عند تحديد موعد جمع الضرائب.

## أصوله الهندوسية
يذكر بعض المؤرخين أن المهرجان البنغالي باهيلا بيشاك مرتبط بمهرجان رأس السنة التقليدي الهندوسي المسمى فيساكي أو (بيساكي أو فايساكي أو فاساكي) الذي يحتفل به في بقية الهند في الموعد نفسه تقريبا. والفيساكي هو مهرجان قديم جدا للحصاد في الهند وتحديدا في منطقة البنجاب ويسمى هذا المهرجان بيساكي أيضا ويحتفل به على حد سواء كل من الهندوس والسيخ.
إن مهرجان السنة الجديدة في الولايات الهندية الشرقية والشمالية مرتبط بالتقويم الهندوسي الفيكرامي. وقد سمي هذا النقويم على اسم الملك فيكراما ديتيا ويبدأ في عام 57 قبل الميلاد،
وبالنسبة للمجتمعات الريفية البنغالية في الهند يرتبط التقويم البنغالي مع «بيكروماديتو» مثلما هو الحال في مناطق كثيرة أخرى في الهند ونيبال. وخلافا للمناطق التي يبدأ فيها التقويم في 57 قبل الميلاد، فإن التقويم البنغالي يبدأ هنا في 593م. مما يشير إلى أن السنة المرجعية عدلت في وقت ما.
ووفقا لما يقوله ساليل تريباثي تتواصل التقاليد والعادات الهندوسية عند الشعب البنغالي بغض النظر عن ديانتهم. فاالكثير من النساء المسلمات البنغاليات كما يقول تريباثي يرتدين الساري ويضعن البندي وهي علامة ترسم على الجبهة وتعد متطلبا دينيا لدى نساء الهندوس وكما يحتفل البنغاليون بالبوجو وهي صلوات للإلهة الهندوسية دورغا وبمهرجان أشر في بويلا بيشاك احتفالا بالسنة البنغالية الجديدة. ويعد هذا جزءا من التسامح العقائدي وتبادل التقاليد الثقافية المشتركة بين البنغاليين فقال ما قاله تريباثي.

## الاستعمال المعاصر
يعتمد التقويم البنغالي المستعمل حاليا في الولايات الهندية على النص السنسكريتي سورياسيدهانتا. ويحتفظ بأسماء الشهور السنسكريتية التاريخية نفسها التي يسمى الشهر الأول فيها بيشاك.
ويظل تقويمهم مرتبطا مع نظام التقويم الهندوسي وقد استعمل لتحديد موعد المهرجانات البنغالية الهندوسية المختلفة. وبالنسبة للبنغاليين في غرب البنغال والولايات الهندية الأخرى يصادف المهرجان إما في الرابع أو الخامس عشر من شهر نيسان كل عام.
أما في بنغلادش، فقد جرى تعديل التقويم البنغالي القديم عام 1966 من قبل لجنة يرأسها محمد شاهد الله لتكون مدة الشهور الخمسة الأولى واحد وثلاثين يوما وبقية الشهور الأخرى ثلاثين يوما لكل منها، مع تعديل الشهر المسمى فالغون ليكون ثلاثين يوما في كل سنة كبيسة. وقد تنبت بنغلاديش هذا النظام رسميا عام 1987. ومنذ ذلك الوقت بدأ التقويم الوطني وأصبح مهرجان السنة الجديدة في بنغلادش يصادف في الرابع عشر من نيسان.

## بنغلاديش
مواكب مانغال شوبهاجاترا أثناء مهرجان باهيلا بيشاك في بنغلادش. وقد وضعت اليونيسكو مواكب مانغال شوبهاجاترا على قائمة الإرث الثقافي الإنساني.
يحتفل بالسنة البنغالية الجديدة كعطلة وطنية في بنغلاديش. وبغضّ النظر عن الحواجز الدينية تحتفل بها الأغلبية المسلمة والأقلية الهندوسية، ووفقاً لما يقوله فيليم فان شينديل وهنك شولته نوردهولت أصبح المهرجان وسيلة مهمة للتعبير عن الإنتماء والإرث الثقافي عند البنغلاديشيين أثناء مقاومة الحكم الباكستاني في الخمسينات والستينات من القرن العشرين.
ويتميز هذ اليوم بالغناء والمواكب والمعارض. وعادة، تستهل المؤسسات والشركات هذا اليوم بكشف موازنة جديد لاغيا القديم. ويغني المغنون أغان تقليدية للترحيب بالسنة الجديدة. ويستمتع الناس بعروض الجاترا المسرحية الكلاسيكية ويرتدون ملابس احتفالية وتقوم النساء بتزيين الشعر بالأزهار وتحديدا يشيع الجمع بين الأزهار البيضاء والحمراء.
ويقوم البنغاليون بالتحضير والاستمتاع بأنواع منوعة من الأطعمة الاحتفالية في يوم مهرجان الباهيلا بويشاك. وتشمل هذه الأطعمة بانتا بهات أي الأرز المسلوق وطبق آيلش بهاجي أي سمك الهيلسا المقلي وكثير من أصناف البهارتا أو الباستا المميزة.

### في دكا
تستهل الاحتفالات في دكا باكرا مع الفجر بأغنية من كلمات الشاعر الهندي رابيندراناث طاغور هي:
"Esho he Baishakh" «أي أقبل، أقبل إلينا هيا يا بيشاك» يغنيها تشاهايانوت تحت أشجار البانيان (the Ramna Batamul). وهناك جزء لا يتجزأ من الاحتفالات يسمى مانغال شوبهاجاترا أي المواكب التقليدية الملونة التي ينظمها طلاب كلية الفنون الجميلة أو شارولاكا في جامعة دكا.
ووفقا لما تذكره كتب التاريخ، فإن خطوة إقامة المواكب أو المانغال شوبهاجاترا قد بدأت في جيسور عن طريق منظمة مجتمعية تدعى تشاروبيث عام 1985.وفيما بعد أي عام 1989 قامت كلية الفنون الجميلة في جامعة دكا بتنظيم مواكب مانغالشوبهاجاترا بأهداف ودوافع أخرى مختلفة. وتحتفل اليوم منظمات مختلفة عديدة بمواكب مانغال شوبهاحاترا في جميع أنحاء البلاد.
لقد بدأت جامعة دكا بإقامة المواكب أو مانغال شوبهاجاترا عام 1989 عندما استغل الطلاب المواكب من أجل التغلب على شعورهم بالإحباط نتيجة الحكم العسكري. وقد نظموا المهرجان وعملوا الأقنعة والمواكب بثلاثة أهداف على الأقل تشمل: التأكيد على وجود الشر أما الهدفان الآخران فهما الشجاعة والسلام ويركز المهرجان أيضا على اعتزاز الشعب البنغالي بإرثهم الشعبي بغض النظر عن الديانة أو العقيدة أو الطبقة الإجتماعية أو الجنس أو العمر.
وفي السنوات الأخيرة أصبحت هذه المواكب تقام كل عام تحت أهداف مختلفة مرتبطة بثقافة البلاد وبسياستها. وتشارك فرق ومنظمات ثقافية مختلفة في هذه المناسبة، وتقام المواكب للاحتفال بالثقافة البنغالية في جميع أنحاء البلاد. وهناك فعاليات تقليدية أخرى تقام للاحتفال بباهيلا بيشاك تشمل سباق الثيران في مونشيغاني والمصارعة في تشيتاغونغ وسباق القوارب ومصارعة الديوك وسباق الحمام.

#### في تشيتاغونغ
تشمل احتفلات الباهيلا بيشاك في تشيتاغونغ تقاليد مشابهة لتلك التي تقام في دكا، إذ يقوم طلاب معهد الفنون الجميلة في جامعة تشيتاغونغ بإقامة موكب شوبهاجاترا في المدينة تتبعه فعاليات ثقافية تمتد طوال اليوم.
وتقيم منظمات تعليمية أو اجتماعية وثقافية في المدينة سلسلة من البرامج الثقافية في منطقة (دي سي هل) ومحيط مبنى سكة الحديد الرئيسة (سي آر بي). وتقيم منظمة الباهيلا بويشاك شاميليتوأودجابون باريشاد فعالية على مدار يومين في محيط منطقة دي سي المرتفعة للاحتفال بالمهرجان مستهلة ذلك في الصباح بأغاني برابيندرا سانغيت التي كتبها الشاعر طاغور وتستمر إلى ما بعد الظهر لتمتد إلى المساء. ويقام نشاط تشيترا سانغراكنتي أو «اختتام الشهر الأخير تشيترا في التقويم البنغالي» لوداع السنة التي مضت.
وتقيم أكاديمية شيلباكالا في تشيتاغونغ أنشطة ثقافية مختلفة كالغناء والرقص وعروض الدمى.

## في الهند
وجبة احتفالية أثناء مهرجان باهيلا بيشاك
وعبر التاريخ قام البنغاليون في الهند بالاحتفال بباهيلا بيشاك وهي عطلة رسمية محلية في ولايات غرب البنغال وتريبورا الهندية، ويسمى هذا اليوم أيضا نابو بارشو.
ومثل احتفلات رأس السنة الجديدة في بقية أنحاء الهند تقوم العائلات البنغالية بتنظيف البيوت وتزيينها بتصاميم الألبينا ومنها الرانغولي (التي يستعمل فيها الرمل الملون أو الأرز الجاف أو الدقيق). فالبنغاليون يضعون في منتصف تصميم الألبينا الملونة وعاء فخاريا مليئا بالماء ومغطى بأوراق شجرة المانغا ومرسوم عليه ببراعة علامة تسمى سواستيكا باللونين الأحمر والأبيض تعتبر رمزا للسلام عند الهندوس. كما يجري استذكار الإله غانيشا- إله البدايات الناجحة والإلهة لاكشمي إلهة الازدهار والثروة. ويزور كثير من الناس النهر القريب لأداء الصلوات وإقامة شعائر الغطس فيه.

### غرب البنغال
وتشمل الفعاليات المميزة في غرب البنغال مواكب الصباح الباكر الثقافية المسماة «برابهات بهيري». وتشهد هذه المواكب فرق الرقص والأطفال وهم يرتدون ملابس مميزة ويؤدون عروضهم الفنية وأغان من أشعار رابيندرا ناث طاغور.

#### في تريبورا وشمال شرق الهند
يكون الباهيلا بيشاك عطلة حكومية في تريبورا، ويرتدي الناس ملابس جديدة ويستهلون يومهم بزيارة المعابد الهندوسية. ويعد هذا اليوم بداية السنة الحسابية التقليدية الجديدة بالنسبة للتجار.
ويقوم البنغاليون الهندوس بتأدية شعائر العبادة للإلهة كوماري والإله غانيشا، ويزو الصغار الكبار طلبا للبركة وتضع النساء علامة بصبغة السندور القرمزية على رؤوس بعضهن بعضا رمزا للأمنيات الطيبة ويقوم البنغاليون بشراء الحلوى والحلويات وتوزيعها على شكل هدايا للأصدقاء وأفراد الأسرة. كما وتحتفل المجتمعات البنغالية في ولايات شرقية أخرى مثل آسام أيضا بهذا المهرجان.

## في غرب البنغال
وفي ولاية غرب البنغال ظل الباهيلا بيشاك على الدوام المهرجان التقليدي للاحتفال بالسنة الجديدة التي تعرف باسم نابو بارشو.
ويصادف المهرجان في الرابع عشر أو الخامس عشر من شهر نيسان إذ تتبع ولاية غرب البنغال السنة البنغالية الجديدة والتي تتوافق مع الدورة الشمسية الجديدة بشكل مختلف عن تلك تستعمل في بنغلاديش حيث يصادف المهرجان في الرابع عشر من شهر نيسان.
ويحتفل البنغاليون في هذا اليوم بالغطس في الأنهار ومن ثم يصلون للإلهة لاكشمي والإله غانيشا. ويبدأ التجار سنة حسابية جديدة. بفتح دفاتر حسابات جديدة ويسمى هذا التقليد هال كاتا Hal Khata. وبعضهم يرسم على الصفحة الأولى العلامة الهندوسية المسماة سواستيكا. والتي ترمز إلى النجاح.
ويقوم أصحاب المحلات بطباعة روزنامات تحمل عناوينهم عليها رسم لإلهة الثروة ويوزعونها على زبائنهم. وفي بعض المناطق، تبدأ الفعاليات الاحتفالية قبل بضعة أيام من المهرجان بالموسيقى وعروض الرقص إضافة إلى مواكب مانغال شوبهاجاترا التي تشاهد في شوارع كلكتا.

## الاحتفالات في بلدان أخرى
تحتفل جمعية التراث البنغالي في البيرتا في كندا بمهرجان التراث البنغالي أو رأس السنة البنغالية الجديدة في احتفالات مليئة بالألوان على جانب منظمات عديدة. ويحتفل البنغاليون في كالجاري في هذا اليوم بفعاليات من الثقافة البنغالية والطعام التقليدي وارتداء الملابس الشعبية.
كما ويستضيف مجلس أصدقاء البنغاليين في أستراليا أو Bangabandhu أيضا هذا مهرجان الباهيلا بيشاك في متنزه سدني الأولمبي.

## مهرجانات أخرى ذات علاقة
يحتفل بمهرجان رأس السنة الجديدة البوهيلا بيشاك في أماكن أخرى من شبه القارة الهندية ولكنه يسمى بأسماء أخرى فعلى سبيل المثال يسمي الهندوس والسيخ في شمال ووسط الهند هذا المهرجان فيساكي الذي يحتفل بالسنة الشمسية الجديدة أيضا
وهذا اليوم ذاته من كل عام هو أيضا السنة الجديدة عند كثير من المجتمعات البوذية في أجزاء من جنوب شرق آسيا مثل ميانمار وسيرلانكا وكمبوديا ومن الممكن أن هذا حدث بسسبب الثقافة المشتركة لهذه الشعوب في الألفية الأولى.
- وتشمل بعض هذه الأمثلة:

•رونغالي ببهو في آسام
•جوهير شيتال في ميتهيلا
•بيكرام ساموات / نايا بارش في نيبال
•بوثاندو في تاميل نادو
•فيساكي في وسط وشمال الهند
•فيشو في كيرالا
•فيشوفا سانكرانتي في اوديشا
•آلوث افوروثا في سيرلانكا
•سونغكران في تايلاند
•تشول تشنام ثمي في كمبوديا
•سونغكران/بي ماي لاو في لاوس
•ثنغيان في بورما
ولا يعد هذا اليوم رأس السنة الجديدة عند الهندوس جميعهم. فعند بعضهم مثلا أولئك الذين يسكنون في غوجارات أو قريبا منها تتصادف احتفلات السنة الجديدة مع مهرجان ديوالي الذي يستمر خمسة أيام. وعن بعضهم الآخر تقع السنة الجديدة في مهرجاني أغادي Ugadi وغودي بادوا Gudi Padwa الذي يقام قبل بضعة أسابيع من مهرجان بوثاندو.

## قائمة مهرجانات بنغلادش
- مهرجانات غرب البنغال

- بانجيكا

- بوشاكي ميلا

- هال كاتا

- ناوروز

- كا بي-نيسان

## معرض الصور

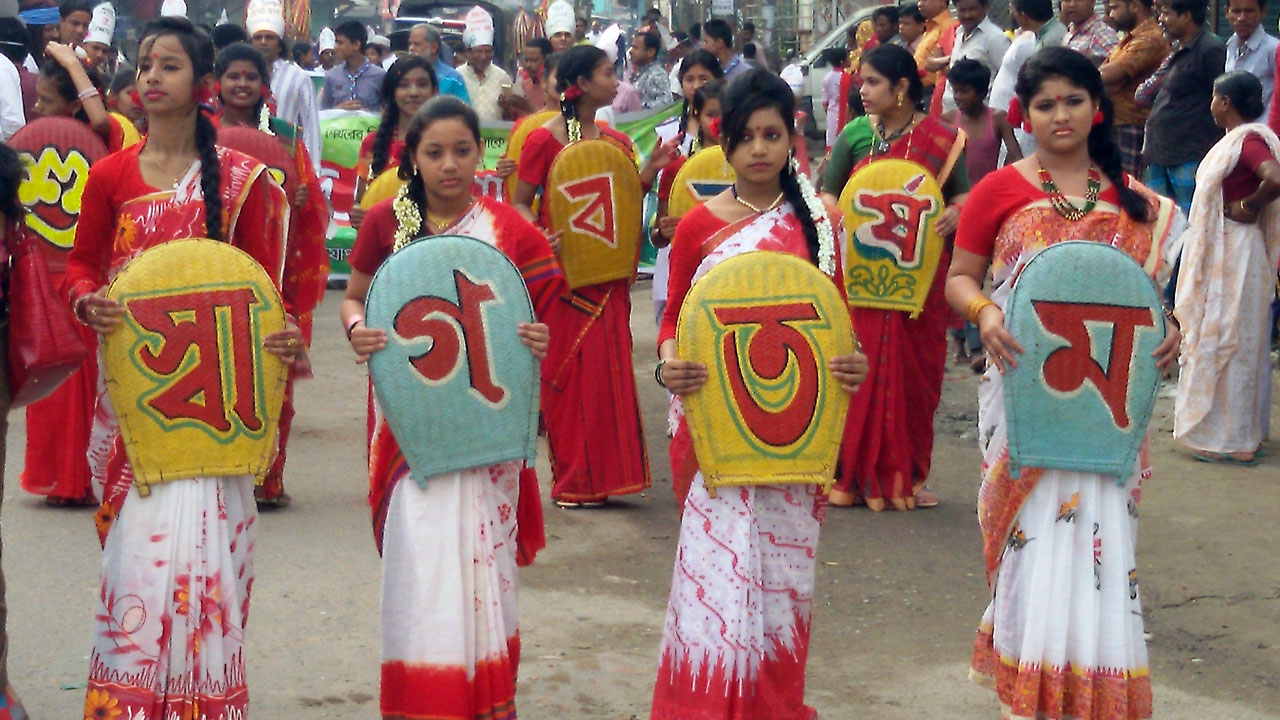
أطفال في بنغلادش يحملون لافتات ملونة في مواكب الباهيلا بيشاك
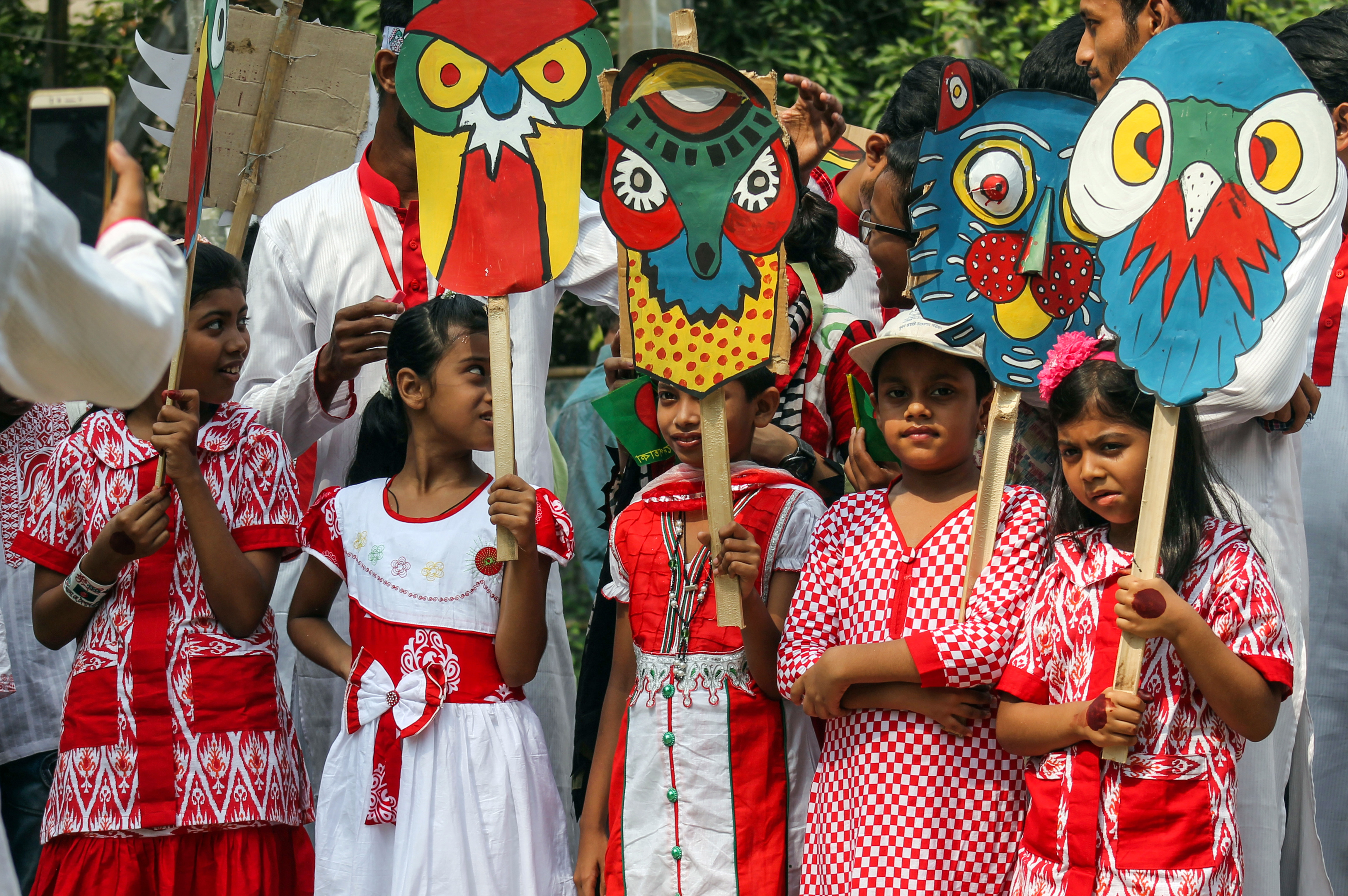
أطفال في بنغلادش يحملون لافتات ملونة في مواكب الباهيلا بيشاك
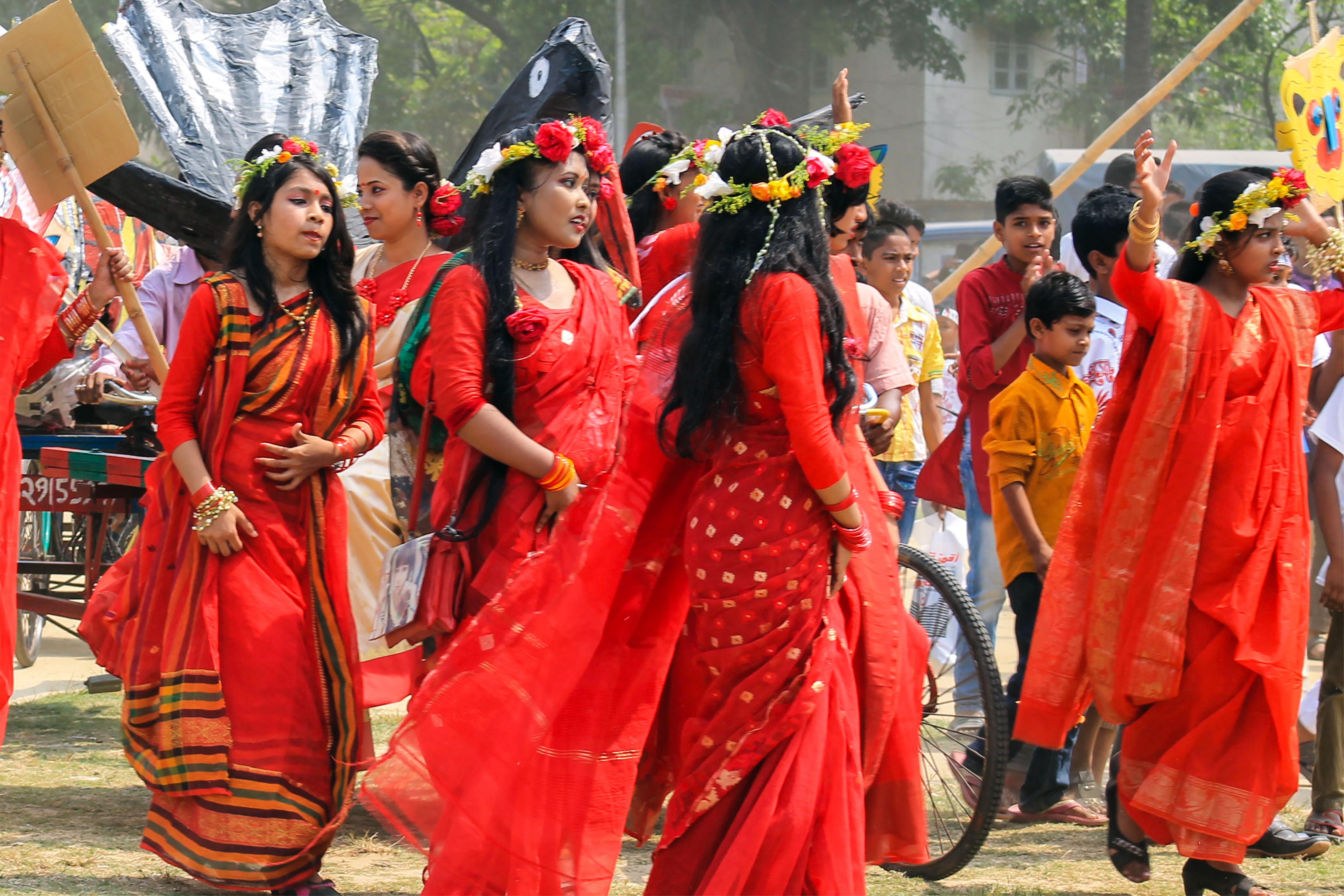
فتيات في بنغلادش يرتدين زي الساري الشعبي و تيجانا من الزهور أثناء احتفالات الباهيلا بيشاك في تشيتاغونغ
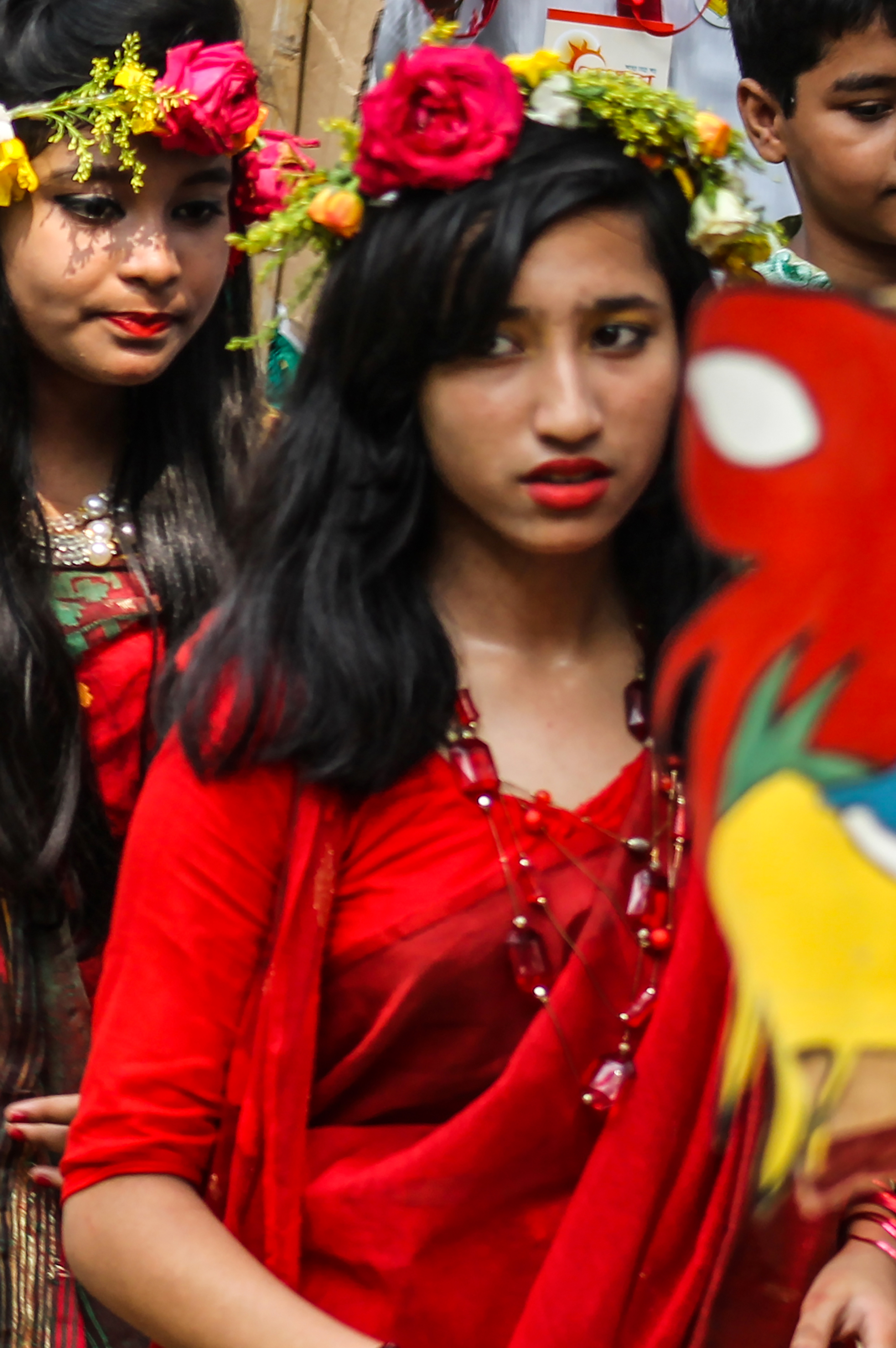
فتاة في بنغلادش ترتدي زي الساري الشعبي و تاجا" من الزهور أثناء احتفالات                                 الباهيلا بيشاك في تشيتاغونغ
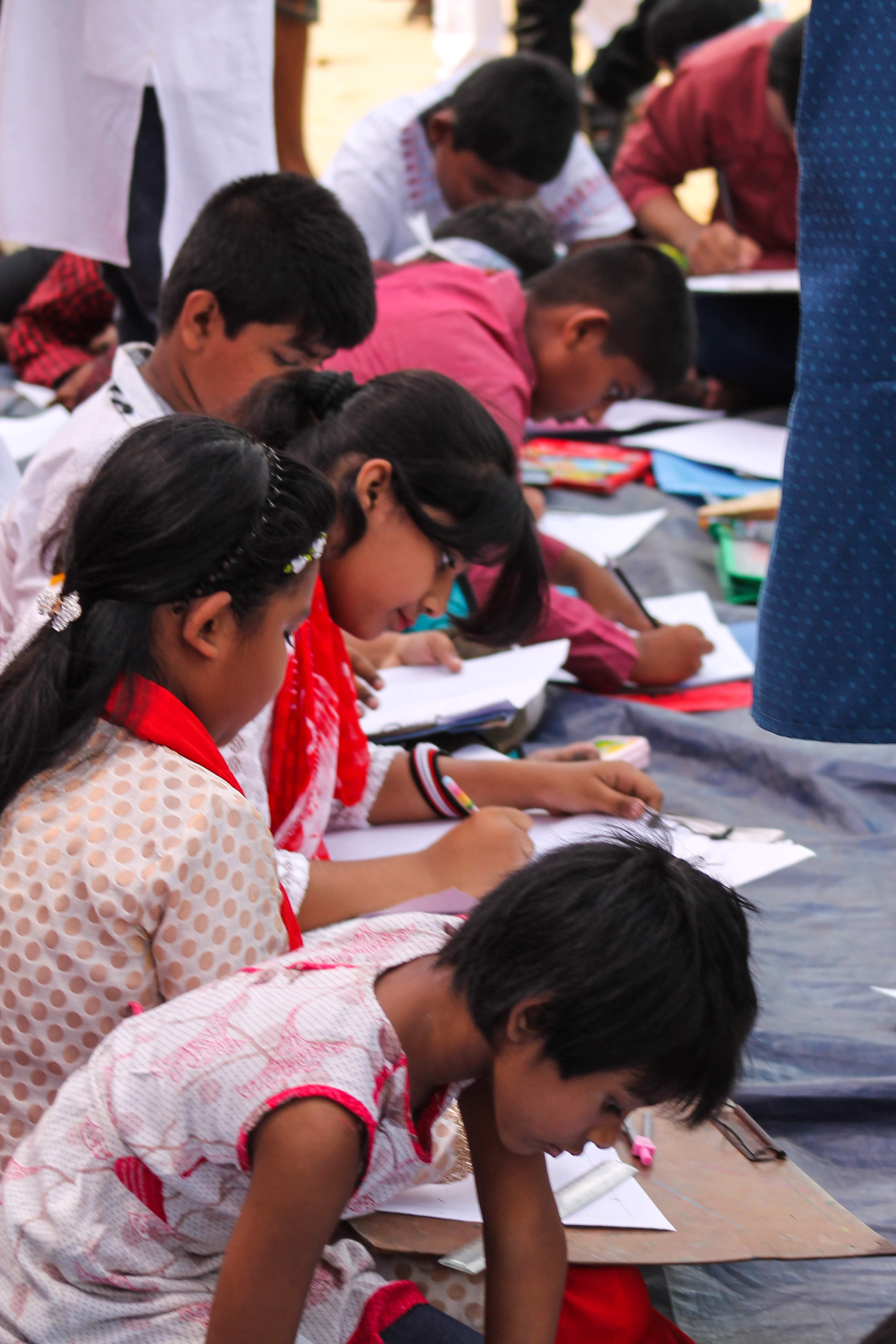
مسابقة للرسم أثناء احتفالات الباهيلا بيشاك في تشيتاغونغ
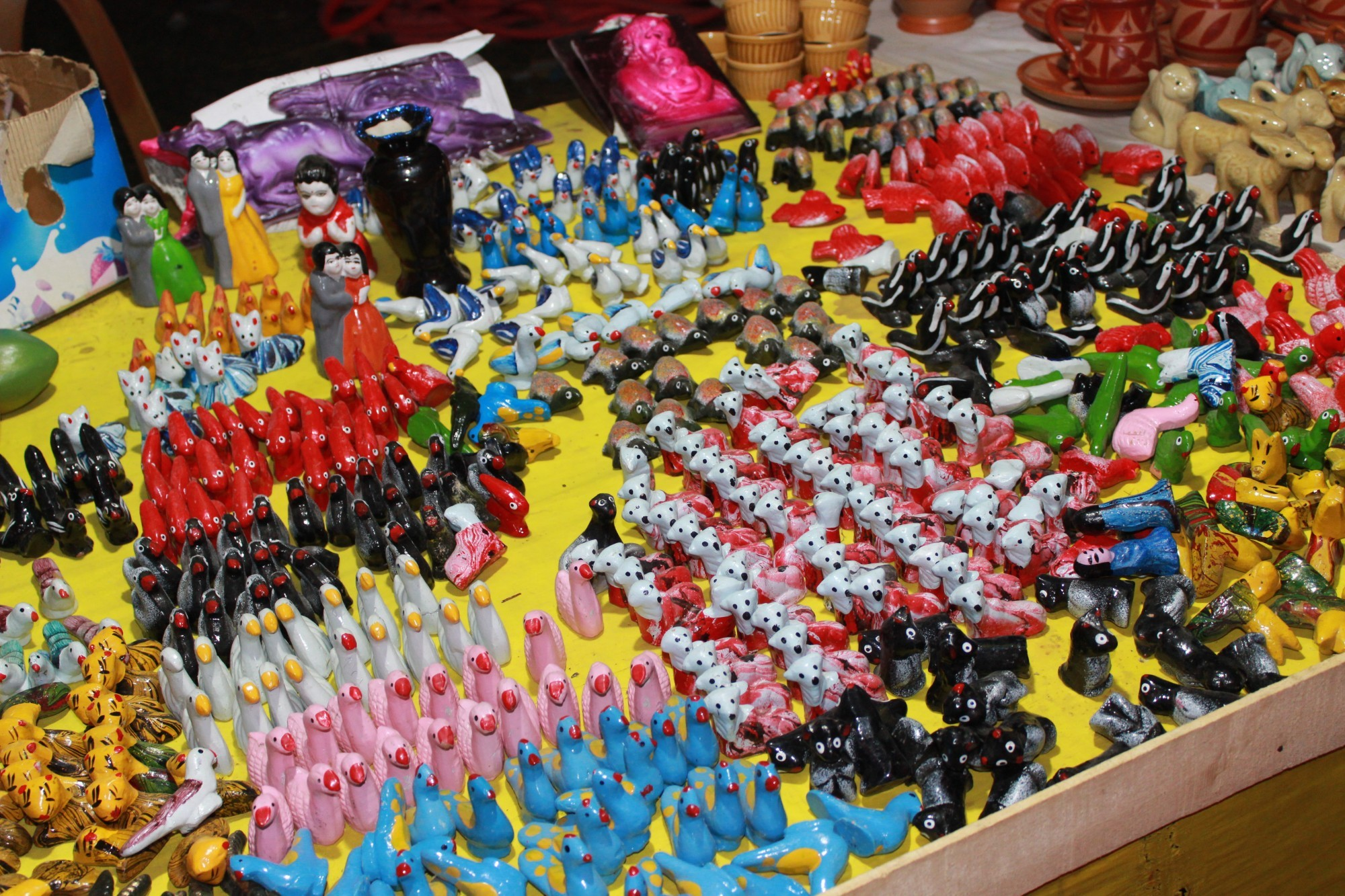
قطع ملونة معروضة في كشك في معرض أثناء الباهيلا بيشاك
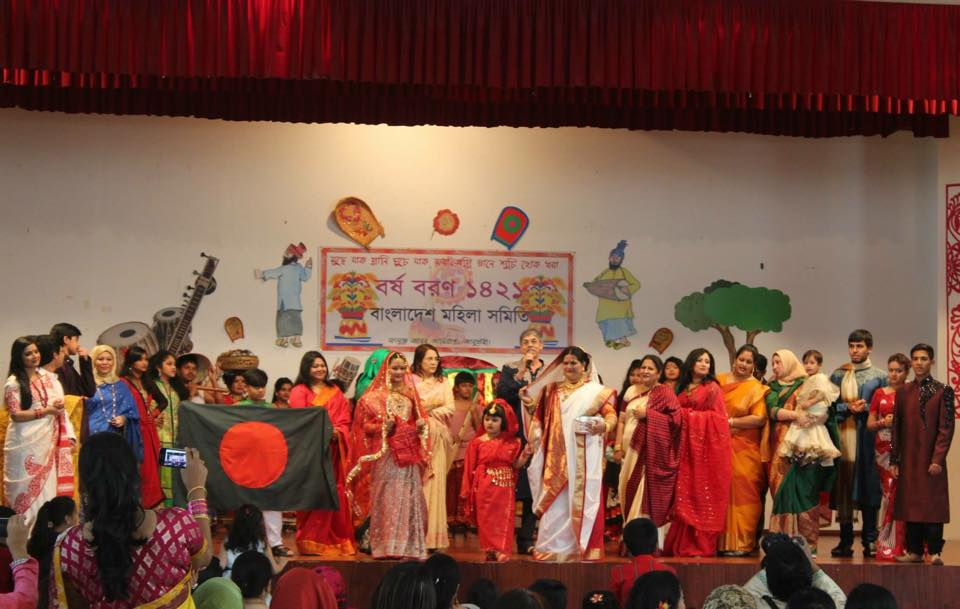
احتفال جمعية نسائية بالباهيلا بيشاك في أبو ظبي في الإمارات العربية المتحدة
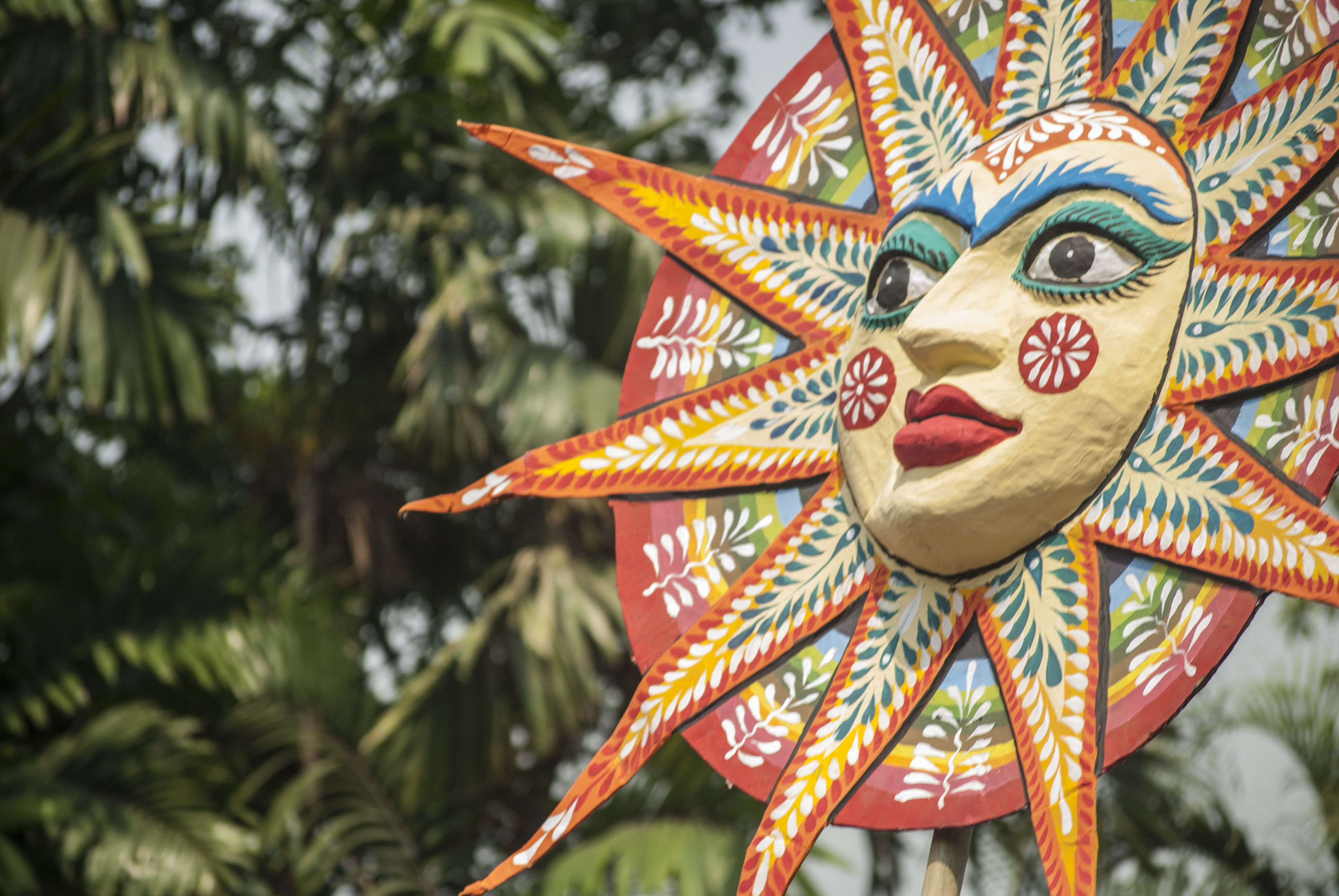
تقليد رمزي للشمس في موكب مانغال شوبهاجاترا أثناء احتفالات الباهيلا بيشاك في دكا